# Federico Muñoz
Federico Muñoz Fernandez, né le 7 mai 1963, est un ancien coureur cycliste colombien.

## Palmarès

### Palmarès professionnel
- 1991
  - 2e étape de la Vuelta y Ruta de Mexico
  - 2e de la Vuelta y Ruta de Mexico
- 1993
  -  Champion de Colombie de cyclisme sur route
- 1994
  - 2e étape du Tour de l'Algarve
  - 3e du Tour de l'Algarve
- 1996
  - 3e de la Clásica a los Puertos de Guadarrama
- 1999
  - Classement général de la Vuelta Gobernacion Norte de Santander
  - 11e étape du Tour de Colombie
- 2001
  - 13e étape du Tour du Táchira
  - 11e étape du Tour de Colombie
- 2002
  - Tour du Venezuela :
    - Classement général
    - 9e étape
- 2003
  - 11e étape du Tour du Táchira
  - 3e étape du Tour du Costa Rica
  - 9e étape du Tour du Venezuela
- 2004
  - Tour du Venezuela :
    - Classement général
    - 9e étape

### Résultats sur les grands tours

#### Tour de France
3 participations
- 1994 : 23e
- 1995 : 24e
- 1996 : 89e

#### Tour d'Italie
3 participations
- 1993 : 38e
- 1994 : 33e
- 1995 : abandon

#### Tour d'Espagne
2 participations
- 1997 : 39e
- 1998 : 44e